# Virgen de la Leche (Murcia)
La Virgen de la Leche, también conocida como La Sagrada Familia,: 130  es una obra realizada hacia 1755 y atribuida a Francisco Salzillo y Antonio Dupar. Está ubicada en el Museo Catedralicio de Murcia (Murcia, España).

## Historia

### Contexto
La devoción a la advocación de la Virgen de la Leche goza de un profundo arraigo en el cabildo de Cartagena desde al menos la Edad Media, tal y como lo atestigua una tabla facturada por Bernabé de Módena conservada en el Museo Catedralicio. A comienzos del siglo xviii se produjo una revivificación de este título mariano gracias al arribo, en 1715, de una reliquia consistente en leche de la Virgen, obsequio de Mariana Engracia de Toledo y Portugal, marquesa de los Vélez, quien a su vez había conseguido el preciado objeto en Nápoles (según testimonios, la leche se licuaba en la octava de la Asunción). Esta devoción ya era por entonces muy conocida debido a la lactatio de San Bernardo, quien recibiera en su boca varias gotas de leche de la Virgen mientras rezaba.: 271 

### Origen
Se conoce que la obra, consistente en un medallón, se encontraba en el oratorio privado del racionero José Marín y Lamas, ubicado en su propia casa. En 1764 la pieza, venerada junto a las imágenes de San José y San Pedro de Alcántara (ambas hoy perdidas), pasó por herencia a manos de su hermano Bernardino Marín, quien a su muerte en 1775 la dejó a la Catedral de Murcia en virtud de su testamento, fechado el 23 de abril de ese año:

[…] la voluntad del mencionado mi difunto hermano y que así me lo tenía comunicado varias vezes, lo fue que la imagen de María SS.ma de la Leche, con el Niño Jesús y S.r S.n Juan Baptista que tenía en el Oratorio de su casa y demás alaxas y adorno del como también todas las Pinturas de Quadros, Láminas, efixies de S.r S.n Joseph y S.r S.n Pedro Alcantara y otras propias suias que estavan en dicha casa como también los vienes muebles que en ella havía suios propios todos los poseiera yo haziendo imbentario peculiar y no jurídico de ellos el que reservara en mi poder dejando en él elexidas las más proporcionadas para el adorno y aseo de la Iglesia nueva que se está construiendo en el Combento Hospital de Nuestro Padre S.n Juan de Dios de esta dicha Ciudad.: 134 

En su testamento, fechado el 28 de junio de 1775 y redactado en virtud de su poder para testar por el canónigo José Benigno de Castilla, albacea y heredero de Bernardino, se indica que la Virgen de la Leche debía ser emplazada en la Capilla de las Lágrimas junto con todos los ornamentos de Marín a excepción del ajuar litúrgico:: 271 

Fue la voluntad del menzionado d.n Benardino de Marín y Lamas el comunicarme y yo a su nombre declaro el que su oratorio que ttenía en sus casas con sus hornamentos se pusiese y colocase en la referida Capilla de María Santtísima de las Lágrimas en donde a sido sepultado.: 134 

La obra, comúnmente fechada hacia 1755, sería reubicada primeramente en la iglesia del Hospital de Santa María de Gracia,: 130  pasando con posterioridad a la Capilla de las Lágrimas y después al Oratorio del Obispo para, finalmente, ser conducida al Museo Catedralicio. En el inventario de bienes de la catedral efectuado en 1807 consta que el medallón portaba «un anillo con chispas de diamantes, collar, manillas y adorno del manto de aljófar»; todos estos ornamentos respondían al gusto barroco de decorar en la medida de lo posible las imágenes de carácter religioso con el único fin de realzarlas y hacerlas más atractivas a los fieles, con independencia de si se trataba de imágenes de vestir o de talla completa, llegando varias de estas últimas a sufrir mutilaciones en mayor o menor medida para poder ser vestidas, caso que no se dio en la Virgen de la Leche, aunque la misma sí se vio ligeramente modificada al menos desde mediados del siglo xix debido a que por orden de un prelado se cubrió con pintura roja el pecho que la Virgen exhibía desnudo, lo que despertó las críticas de Félix Ponzoa, si bien a comienzos del siglo xxi la obra volvería a su estado original:

La primera y mejor de todas, que nunca puede ser bastante alavada, y que puede ponerse junto a la mejor escultura de los tiempos modernos es un medallón en relieve de unos siete palmos con una virgen y los niños Jesús y San Juan, que está colocado dentro de la Capilla de las Lágrimas donde se visten ahora los obispos. La obra del inmortal Salcillo: la hizo con todo empeño tan hermosa para perpetuar su pecho. Estaba la virgen enseñando el pecho izquierdo al niño Jesús. Este se separa satisfecho, y mira a San Juan: a esto se reduce la acción y representación de tan precioso grupo. Mas un Señor Obispo, que no digo su nombre por hecerle merced, hizo escrúpulo de ver el pecho de la virgen y mandó cubrirlo se conoce la parte de manto que han añadido, aunque está bien disimulado. Qué belleza! Qué proporciones! Qué natural!.: 63–64 

El historiador José Sánchez Moreno criticó también la modificación de la obra:

[...] es de lamentar que una mano atrevida, a la que movió cierta falsa pudibundez, haya mutilado el pecho de la Virgen pintando después el sitio, en nombre de una gazmoña y ridícula forma de entender el arte, frecuente por desgracia, que intenta enmendar la plana hasta a los indiscutibles ejecutores de la idea moral en lo plástico.: 131 

### Atribución
La primera referencia documental relativa a su autoría data de finales del siglo xviii, época en que el académico Diego Antonio Rejón de Silva escribió la primera biografía de Salzillo, elaborada cuando aún vivían algunos parientes del escultor:

En la Ciudad de Murcia en la Iglesia Cathedral en la Capilla de Nuestra Señora de las Lágrimas, se encuentra un medallón de N. S. de Leche con el Niño en sus Brazos, San Juan a un lado en ademán estar ablando con el Niño y señalando el Borrego todo del tamaño de seis palmos, en esta Ymagen se havierte el mucho gusto y cuidado que tubo para aserla, y colorirla, y imitación al natural de carnes y ropas como lo manifiesta dicha Imagen.: 272 

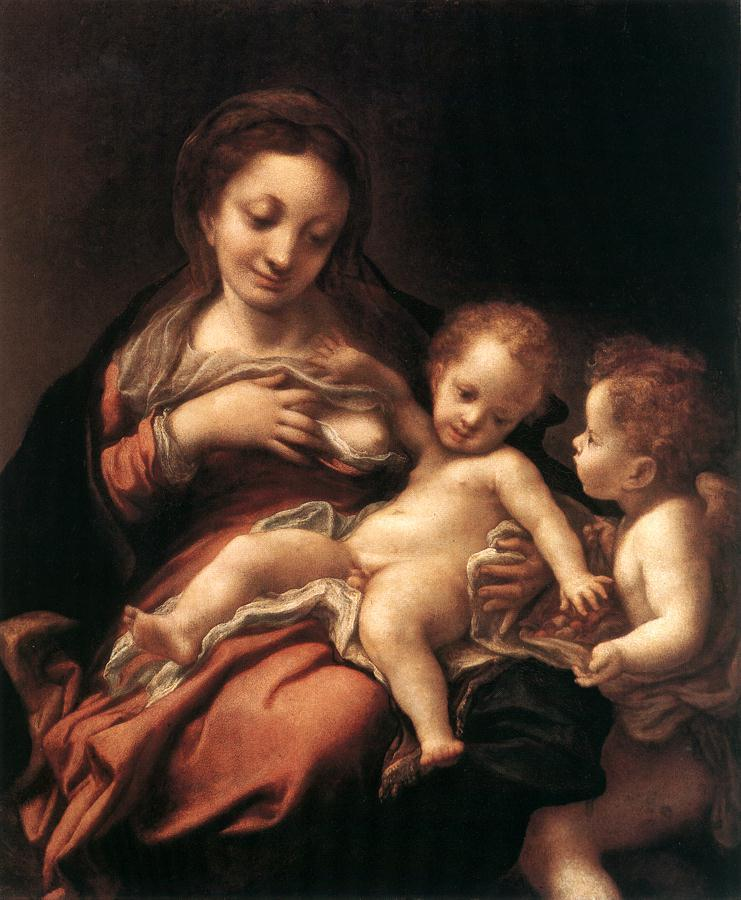
Madonna del Latte (1522), por Correggio. Museo de Bellas Artes de Budapest.

Desde entonces, varios investigadores han adjudicado el medallón al artista murciano; uno de ellos, Francisco Precioso Izquierdo, sostiene a su vez que José Marín le pudo haber facilitado alguna de las láminas que circulaban por aquel entonces de la Madonna del Latte de Correggio, cuadro propiedad del VII marqués del Carpio Gaspar de Haro y Fernández de Córdoba, virrey de Nápoles y destacado coleccionista. Precioso Izquierdo afirma que el estilo del pintor italiano, particularmente las formas y la gracia de las figuras, era muy probablemente del gusto de Marín y Lamas, pues de acuerdo con Vargas Ponce, en 1796 se custodiaba en la biblioteca de los jerónimos «una ruin copia del famoso cuadro de Corregio» de los Desposorios de Santa Catalina, pieza donada por el racionero.: 273  Otros autores que atribuyen la imagen a Salzillo son Enrique Pardo Canalís: 23  y Sánchez Moreno; este último encontró grandes similitudes entre el relieve y un lienzo conservado en la Iglesia de San Juan Bautista de Murcia, coincidiendo con Precioso Izquierdo en que el escultor debió tomar como referente el cuadro de Correggio a través de alguna copia del mismo, particularmente el lienzo custodiado en la iglesia murciana, pues define el relieve como una «copia exacta».: 147  Federico Atienza y Palacios fue otro de los que asignó el medallón a Salzillo en su obra Guía del forastero en Murcia, aunque informó erróneamente de que en el Oratorio del Obispo se custodiaban dos relieves del artista en vez de uno: «En otra capillita interior, llamada oratorio, se vé un armario con dos cabezas de las once mil virgenes, otra de San Prisciliano y otra de San Calisto. Hay además dos relieves de Zarcillo, el uno de nuestra Señora con el niño y el otro de San Juan».: 48  Siguiendo la estela de Atienza y Palacios, Javier Fuentes y Ponte informó de que en el Oratorio del Obispo se custodiaban dos relieves de Salzillo, falta que años después subsanaría: «El uno representa a Ntra. Sra. con el niño Jesús y el otro a S. Juan Bautista».: 131 
Sin embargo, los historiadores Alejandro Cañestro Donoso y Germán Antonio Ramallo Asensio consideran que el relieve es obra de Antonio Dupar además de afirmar que es una de sus mejores piezas,: 457–493  aunque Ramallo Asensio sostiene que no fue realizado para José Marín sino para su hermano Bernardino, señalando además que pese a que la obra se atribuye comúnmente a Salzillo, esta adjudicación solo se empezó a promulgar desde las últimas décadas del siglo xix en adelante. Con el fin de sustentar su tesis, y obviando lo declarado por Rejón de Silva, Ramallo Asensio cita fuentes más antiguas, como el inventario que Luis Santiago Bado elaboró de las obras del escultor murciano a finales del siglo xviii o los datos aportados por Juan Agustín Ceán Bermúdez en 1800, documentos en los cuales la Virgen de la Leche no figura como obra de Salzillo. Sumado a esto, ni en la cláusula del testamento de Bernardino ni en el registro de los bienes de la catedral llevado a cabo en 1807 se menciona al artista como ejecutor de la pieza, circunstancia que también se da en los Apuntamientos y Noticias (1804-1815) del doctoral la Riva. En principio se podría explicar la omisión del relieve en el catálogo de Salzillo debido a que se trata de una pieza que fue facturada para un particular y destinada a una estancia privada, pero dicha explicación carecería de sentido puesto que cuando se procedió a la redacción de todos los documentos indicados por Ramallo Asensio, la Virgen de la Leche ya se encontraba en un espacio público, la Capilla de las Lágrimas o de San Andrés, área de gran importancia en la catedral puesto que la misma se halla ubicada al comienzo de la girola, en el lado del evangelio, junto a la entrada de la sacristía; dicho espacio se encontraba ya entonces presidido por un lienzo del Martirio de San Andrés pintado en 1729 por Dupar, y a día de hoy se halla cercado por una reja de marcado estilo rococó francés facturada tras la entronización en la capilla de la Virgen de las Lágrimas ya que la misma exhibe corazones atravesados.: 201–222 
El que la obra no aparezca mencionada en fuentes contemporáneas como ejecutada por Salzillo más allá del testimonio de Rejón de Silva, sobre todo teniendo en cuenta la gran fama del escultor, hace un tanto inverosímil su adjudicación al artista murciano, pese a lo cual se le viene asignando con asiduidad desde hace más de un siglo. Sobre este hecho ya hizo mención en 1972 María del Carmen Sánchez-Rojas Fenoll, quien expresó su desconcierto ante la costumbre de mencionar a Salzillo como autor del relieve cuando en el testamento de Bernardino no se le designa como tal pero sí se hace constar a continuación que fue el responsable de la factura para José Marín de las imágenes de dos ángeles adoradores y de una talla de San Jerónimo para el Monasterio de San Pedro de La Ñora.: 147–148  La atribución a Dupar surgió a principios del siglo xxi como consecuencia de una restauración, hecho que se ve reforzado por ser el artista marsellés el artífice del lienzo del Martirio de San Andrés que en su momento compartió espacio con el medallón, si bien la adjudicación de la obra no puede efectuarse con seguridad debido a la ausencia del contrato de obra así como de escritos contemporáneos que sustenten dicha atribución, pues el paso del tiempo ha provocado la pérdida de todos los documentos que acreditaban las obras de Dupar que se custodiaban en la catedral, siendo el cuadro del Martirio de San Andrés la única que se le puede asignar con certeza gracias a que en él consta la firma del artista.: 201–222 
Por su parte, María Concepción de la Peña Velasco nombra a Salzillo y a Dupar como posibles autores sin decantarse por ninguno, situando el medallón en el segundo cuarto del siglo xviii, época que comprende la etapa final de Dupar en Murcia y los inicios de Salzillo al frente de su taller. La duda entre uno y otro se justifica no solo por la cronología de la imagen sino también por la poderosa influencia que el artista marsellés tuvo sobre el tallista murciano, lo que lleva a encontrar numerosas similitudes en la producción de ambos.: 133  La datación ha sido precisada por Sánchez Moreno entre 1738 y 1747,: 147  postura compartida por Frederic-Pau Verrié y Alexandre Cirici i Pellicer,: 137  mientras que otros investigadores han optado por postergar su hechura, como José Miguel Travieso, quien fecha el medallón en el periodo 1755-1760, si bien tanto el relieve como el marco delatan una factura coincidente con lo indicado por Sánchez Moreno: las finas líneas entrecruzadas con adornos de corte vegetal añadidos a la ya de por sí potente moldura, los cuales se unifican con la escultura, además de la talla y las cartelas empleadas, constituyen ornamentos que irrumpieron en la escena artística murciana a finales de la década de 1730, alcanzando su máximo desarrollo en la década siguiente.: 141  Pese a ello, Cañestro Donoso y Ramallo Asensio fechan el medallón en torno a 1700,: 457–493  lo que imposibilitaría adjudicar la pieza a Salzillo (nacido en 1707) a la vez que situar a José o Bernardino como comitentes, pues el primero de ellos, hermano mayor del segundo, nació en 1693,: 259 : 51  si bien Ramallo Asensio asegura que fue encargado por Bernardino,: 201–222  postura ya defendida con anterioridad por Sánchez Moreno.: 130 

## Descripción

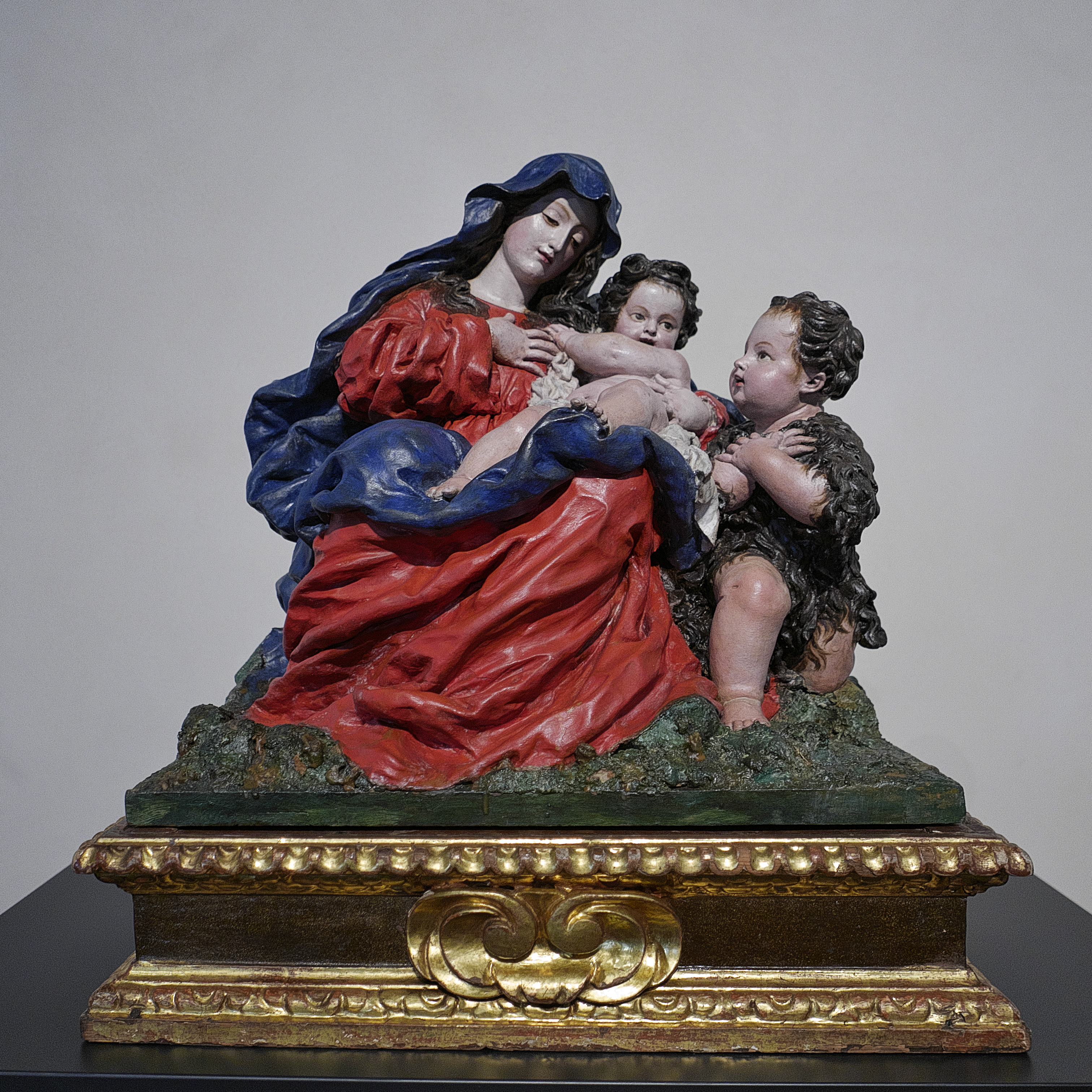
Virgen con el Niño y San Juanito (c. 1715), por José Risueño. Museo Nacional de Escultura.

La obra se concibe como un medallón elíptico, siendo el diámetro mayor de 70 cm y el menor de 53 cm, dentro del cual se enmarca una escena en la que la Virgen es mostrada amamantando a Jesús en compañía de San Juan Bautista. Decorado con rocalla y ornamentos de claro corte rococó, la talla mariana es heredera de las Madonnas de Rafael, aunque su autor de basó para su composición en la Madonna del Latte pintada por Correggio en 1522 y conservada en el Museo de Bellas Artes de Budapest, obra que no debió de conocer en persona sino a través de alguna lámina o grabado tal vez suministrado por el propio Marín y Lamas, práctica muy común en talleres tanto de escultura como de pintura. La temática de la Virgen lactante se halla influenciada por el contrarreformismo que entonces se encontraba en auge y que abogaba por la veneración de los fluidos de carácter divino, como la leche materna, la sangre, las lágrimas, etc., destacando particularmente la lactatio de San Bernardo, episodio en el que María queda representada como la protección maternal y la mediadora a la vez que transmisora de la sabiduría celestial. Además de la presencia en la catedral murciana de una reliquia consistente en leche de la Virgen, detalle que potenció la devoción a este título mariano, cabe destacar el gran impacto que sufrió el cardenal Luis Antonio de Belluga y Moncada cuando en 1706 la Virgen derramó lágrimas a causa de las derrotas del ejército español del rey Felipe V, lo que desató un enorme fervor entre los fieles que llevaría a la entronización de la imagen de la Virgen de las Lágrimas en la capilla homónima.
La lactancia es mostrada en el relieve de manera íntima y cercana a través de la figura de María en su adolescencia; la Virgen está inclinada y sosteniendo a su hijo en su regazo al tiempo que le acerca su seno izquierdo. Sin embargo, Jesús tiene la cabeza girada en sentido opuesto y alarga su brazo al Bautista, quien se hace acompañar de un cordero (Agnus Dei) por ser este su principal atributo y gesticula con las manos mientras eleva el rostro para establecer un diálogo con su primo, a lo que la Virgen se muestra conforme. Concebido como alto relieve, el volumen de las imágenes es tal que las tres casi alcanzan el bulto redondo, sobresaliendo en este aspecto la pierna izquierda de San Juan, la cual aparece fuera del marco en un alarde de tridimensionalidad, detalle presente en otros medallones, como el Éxtasis de San Camilo de Lelis (c. 1756), obra de Luis Salvador Carmona.: 9  De gran naturalismo, la pieza sigue una composición clásica configurando una pirámide y una clara línea diagonal en la que se hallan las miradas de los personajes, lo que aporta una sensación intimista y, en menor medida, teatral. Atendiendo a la figura mariana, esta se adecúa al prototipo femenino típico de Salzillo aunque impregnado de una gran elegancia rococó gracias a los gestos de las figuras, rasgo más propio de Dupar.: 141  Luce una túnica bermellón larga hasta los pies y tímidamente abierta para dejar su seno izquierdo a la vista, pudiendo apreciarse en el área del cuello un sayo de color marfil también visible a la altura de las muñecas. Otra de las prendas que viste María consiste en un manto azul ultramar plagado de finos drapeados y terminado en delicados flecos dorados en el extremo inferior, destacando un juego de láminas en los bordes con el objetivo de simular un paño real. Por último, la Virgen se cubre la cabeza con una toca ocre con esgrafiados en color oro que, a imitación de la pintura de Correggio, deja parte de la cabellera al aire, caracterizada por raya al medio y peinada hacia atrás, sujeta por una cinta roja, quedando a la vista parte de una trenza la cual forma un elaborado moño. El rostro posee forma oval y gran tersura, estando la frente despejada y los párpados realzados con ojos de cristal; destaca así mismo una boca pequeña de finos labios entreabierta y dibujando una ligera sonrisa. Las manos cuentan así mismo con una disposición que dota al conjunto de sofisticación, fiel al estilo de Correggio, con la derecha apartando las telas para mostrar el seno y la izquierda sosteniendo al infante, hundiéndose los dedos en la tela del paño de pureza color ocre que cubre la desnudez de su hijo. Cabe destacar que el rostro de María guarda importantes similitudes con la Virgen del Socorro venerada en la catedral, con la Inmaculada de la Iglesia de San Francisco de Lorca, y con los ángeles mancebos que sustentan el tabernáculo de las imágenes de Santa Justa y Santa Rufina en Orihuela, mientras que las caras de Jesús y el Bautista poseen reminiscencias con los ángeles del tabernáculo de Orihuela, con el de la peana de la Inmaculada lorquina, y con los ángeles que acompañan a la imagen de San Juan Bautista venerada en la iglesia homónima de Murcia, todo ello obra de Dupar, si bien la Virgen del Socorro se atribuye habitualmente a Salzillo.: 201–222 
Tanto la figura de Jesús, la más destacada de las tres, como la de San Juan resultan muy atractivas y similares a los querubines que suelen acompañar a las Dolorosas de Salzillo. La imagen de Jesús, notablemente dinámica, se halla desnuda con el fin de resaltar la fragilidad de su naturaleza humana, mostrando la mano derecha posada justo debajo de la clavícula izquierda de María y la izquierda extendida en dirección al Bautista, con la vista puesta en su primo. Con una anatomía rolliza, la figura del infante se muestra abierta conforme a los cánones del barroco, estando la cabeza caracterizada por una frente amplia en parte cubierta por un largo mechón y por pequeñas ondulaciones que tapan el área superior de ambas orejas, quedando el naturalismo potenciado, al igual que en la Virgen, por unos ojos de cristal. La desprotección que inicialmente muestra Jesús con su desnudez es contrarrestada por María, quien lo arropa con ternura valiéndose de un paño de finas dobleces las cuales se adaptan a la rechoncha anatomía del niño en un alarde de maestría en el tratamiento del plegado, una de las máximas preocupaciones de Salzillo. La figura del Bautista es similar a la de Jesús; el santo aparece arrodillado junto a él con la pierna izquierda fuera del marco y el rostro alzado, en actitud de mostrar a su primo algo que tiene en las manos. Entre ambos personajes se establece una cercanía que refleja un sentimiento naturalista a la vez que teatral, vistiendo San Juan una prenda elaborada con piel de camello la cual deja al descubierto gran parte de su anatomía, detalle que junto con el cordero presagia su futuro papel como predicador en el desierto.
El escenario se erige como un elemento claramente diferenciador entre el medallón y la pintura de Correggio, pues en esta última obra el fondo es oscuro y neutro, mientras que en el relieve se muestra un paisaje campestre en relieve en el cual destaca una ladera plagada de plantas y a lo lejos una construcción similar a un templo entre árboles, hallándose detrás una zona montañosa. A espaldas de María, en un segundo plano, se eleva un prominente tronco cortado y seco acompañado por otro tronco, correspondiente a una palmera, pudiendo verse detrás de ellos las ruinas de un templo pagano; dichas ruinas se componen de un entablamento en el que se apoya una basa cilíndrica de la cual parte un pilar con estrías verticales, característica que en este caso viene a simbolizar el triunfo del cristianismo sobre le paganismo romano además de glorificar a María con la palma alegórica. A modo de remate de la composición, en el área superior un grupo de nubes sirve de marco a una cabeza alada que funge como ángel guardián, definiendo así el carácter divino de los tres personajes mostrados. A nivel estructural, el fondo se compone de una serie de diminutos elementos en bajo relieve que contrastan en gran medida con el poderoso volumen de las figuras, lo que dota al conjunto de un magnífico juego de claroscuros que plasma la idea de pintura en relieve o escultura pintada, en una suerte de fusión entre ambas técnicas artísticas. A este efecto contribuye en gran medida la policromía, pues los colores planos de las telas se erigen como un notable contrapunto con las carnaduras, policromadas como si se tratase de una pintura de caballete debido al efecto del sonrosado de las mejillas y a la curtida piel del Bautista en contraste con la suave y delicada tez de Jesús.

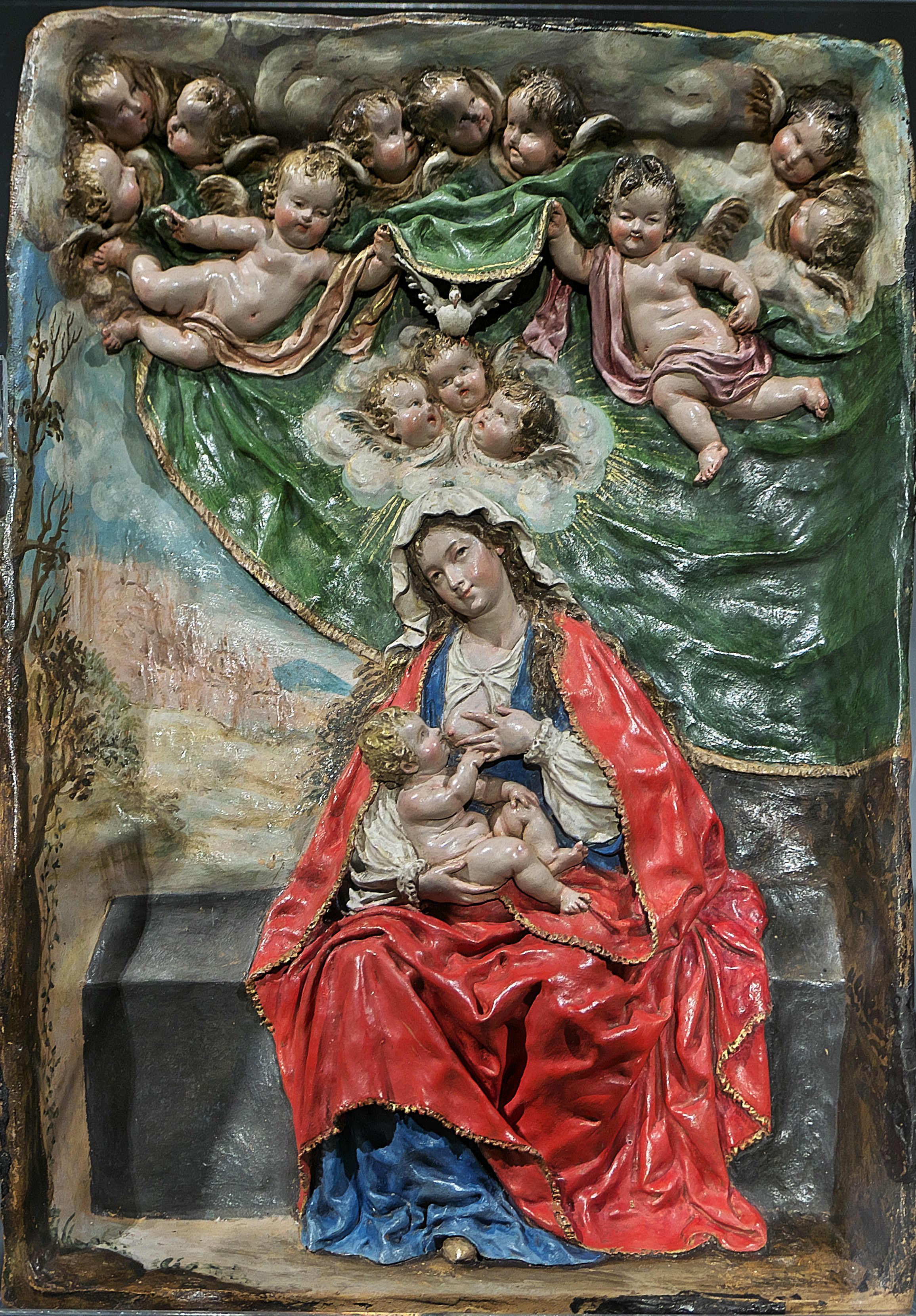
Virgen de la Leche (1689-1706), por Luisa Roldán. Museo de Bellas Artes de Sevilla.

A nivel iconográfico, la Virgen de la Leche se diferencia notablemente de la Madonna del Latte debido a que la complejidad de su significado queda solapada por la simplicidad de la escena íntima y familiar de la lactancia, siendo este sensible discurso propio de la producción de Dupar.: 141  Este mismo tema, con estas tres figuras, fue llevado al terreno artístico previamente por José Risueño, haciendo lo propio Luisa Roldán, aunque en esta ocasión se prescindió del Bautista. Cada uno de los elementos que posee el medallón se halla dotado de cierta carga simbólica, lo cual alcanza incluso a la policromía, que posiblemente alude de manera indirecta al episodio bíblico de la huida a Egipto, pues los tonos carne y azul identifican a la Virgen como Dolorosa, de modo que el cromatismo estaría haciendo referencia al segundo de los siete dolores de María. En lo tocante al paisaje, este envuelve a los personajes fungiendo como algo más que un mero acompañamiento o escenografía, hallándose la Virgen plagada de numerosos jeroglíficos marianos así como de elementos que aluden a múltiples virtudes, entre ellas la fortaleza. Por su parte, el paño que viste Jesús evoca su propia muerte en la cruz, mientras que la presencia de San Juan acompañado por el cordero típico de su iconografía invita al espectador, al cual señala directamente, a arrepentirse de sus pecados de una forma notoria al posicionarse de tal forma que se sale del marco, pieza contemporánea al relieve.: 273  En adición a los anterior, el árbol cortado vendría a simbolizara la muerte de Jesús en la cruz al igual que el paño de pureza, si bien también simbolizaría su Resurrección, mientras que la palmera constituiría la protección de los justos. Concretamente, la palmera se alza como un elemento reivindicativo que encumbra a la Virgen como fuerte y triunfadora de acuerdo con fray Nicolás de la Iglesia:

Si el peso ensalça a la Palma
También encumbra à María
Con Mysteriosa porfia.: 139 

Respecto al árbol cortado, referente de la Crucifixión, el mismo alude también al pecado y la penitencia, destacando por otro lado un tronco mucho menor en el extremo opuesto; según San Juan Evangelista, el árbol que no da buen fruto será cortado y arrojado al fuego, mientras que San Mateo defiende que el hombre necesita de las obras y, como el árbol bueno, producirá frutos buenos. Tanto el árbol cortado como la palmera remiten en conjunto al Juicio Final del mismo modo que el cordero del Bautista, mientras que María exhibe el seno que alimentó a Jesús, quien juzgará a vivos y muertos, erigiéndose por tanto las tres figuras como una Déesis explicada mediante la simbología: Jesús como Salvador, María como Intercesora y San Juan como Redentor. Atendiendo a la columna, además de mostrar la derrota del paganismo frente al cristianismo, recuerda también el aprisionamiento de Sansón en el templo de los filisteos; su relación con la Virgen, situada en un pedestal, ayuda a que María sea percibida como la estabilidad y la firmeza en la fe. Por su parte, la policromía del fondo ayuda a remarcar el sentimiento ensalzador de la doctrina al aclararse las tonalidades a medida que estas se acercan a los personajes, quienes al carecer de aureolas se perciben de manera más terrenal y cercana. Por último, tanto la arquitectura como la arboleda se hallan fuertemente vinculadas a la Virgen y sus letanías: la torre es la Turris Davidica; las columnas toscanas, las torres y los arcos que configuran el templo del fondo son la Domus Aurea; y los árboles el cedro del Líbano.: 139–140 

## Legado
Esta obra, de la que existe una copia en propiedad particular en Valencia la cual fue facturada en Murcia y se atribuye falsamente a Salzillo,: 131  se erige como una de las piezas más valiosas del Museo Catedralicio a la vez que constituye una de las imágenes más sobresalientes del rococó murciano. En caso de tratarse de una obra de Salzillo, su categoría se vería aumentada dado el carácter insigne que ostenta el escultor, además de ser una de las piezas de su catálogo que logró sobrevivir a la destrucción provocada en 1931 durante la «quema de conventos» y entre 1936 y 1939 con motivo de la guerra civil. Teniendo en cuenta que la única imagen de esta temática realizada con seguridad por Salzillo fue una Virgen de la Leche tallada en 1738 para la Iglesia de San Mateo de Lorca la cual acabaría siendo destruida, el hecho de que la versión del Museo Catedralicio fuese realmente obra de Salzillo incrementaría no solo el valor artístico de la pieza sino también su importancia histórica al tratarse de la única imagen mariana bajo este título facturada por el escultor que ha llegado a nuestros días, si bien su popularidad es lo suficientemente elevada como para que en la Navidad de 2013 se emplease una copia en miniatura con el fin de decorar el belén instalado en los escaparates de El Corte Inglés de Murcia, obra del maestro artesano Jesús Griñán en la que se utilizaron réplicas a escala de otras dos piezas insignes: el fresco de la Gloria del Ángel Custodio ubicado en la bóveda del presbiterio de la Iglesia del Santo Ángel Custodio de Vall de Uxó, obra de José Vergara Gimeno en 1760; y la Anunciación pintada por Alejo Fernández hacia 1508 y procedente del Monasterio de San Isidoro del Campo, hoy conservada en el Museo de Bellas Artes de Sevilla.